# افتخار عارف
افتخار عارف (بالإنجليزية: Iftikhar Arif)‏‏ (21 مارس 1943 في لكهنؤ - ) لغوي، وشاعر باكستاني، يكتب الشعر الرومانسي باللغة الأردية. كرمته الدولة الباكستانية عدة مرات، فحصل على أوسمة مثل وسام فخر الأداء، وهلال الامتياز، وستارة الامتياز.